# Lago Großer Weißer
El lago Großer Weißer (en alemán: Großer Weißersee) es un lago situado en el distrito de Llanura Lacustre Mecklemburguesa, en el estado de Mecklemburgo-Pomerania Occidental (Alemania), a una altitud de 59.8 metros; tiene un área de 27 hectáreas.